# Rio Grande (São Francisco)
Rio Grande (Portugees voor Grote Rivier) is een rivier in het oosten van Brazilië. Zij ontspringt in Bahia en stroomt door het westelijk deel van deze deelstaat. Ze is een zijrivier van de São Francisco en mondt hierin uit bij Barra.

## Plaatsen
Plaatsen langs de rivier zijn onder andere:
- Barreiras
- Barra

- National Archives and Records Administration: 10044758